# Blood Bowl 3
Blood Bowl 3 è un videogioco sportivo a turni sviluppato da Cyanide Studios e pubblicato da Nacon. Sequel del videogioco Blood Bowl 2, è basato sul gioco da tavolo Blood Bowl di Games Workshop ed è il terzo gioco della serie Blood Bowl.
Il gioco è stato pubblicato il 23 febbraio 2023 per PlayStation 4, PlayStation 5, Windows, Xbox One e Xbox Series X/S.
Il gioco utilizza le regole della Seconda Edizione e contiene una campagna per giocatore singolo e multiplayer.
Il gioco è stato annunciato nell'agosto 2020 ma l'uscita ha subito numerosi rinvii. Il lancio è stato accolto con critiche per il nuovo sistema di monetizzazione introdotto nel gioco, numerosi bug, problemi dei server per le modalità multigiocatore e la mancanza di strumenti e funzionalità presenti nel gioco precedente.

## Modalità di gioco
Il gioco è una versione fantasy del football americano. Come nella versione da tavolo, i giocatori possono tentare di ferire, mutilare o uccidere gli avversari per facilitare il punteggio riducendo il numero di giocatori nemici in campo.
Il gioco contiene una nuova funzionalità, introducendo un sistema Battle pass chiamato "Blood Pass" che si svolge nell'arco di stagioni lunghe tre mesi e consente ai giocatori di sbloccare elementi cosmetici (come nuovi colori per dadi, armature e palle). Al completamento del passaggio viene sbloccata una nuova fazione con cui giocare. I giocatori possono anche pagare il Blood Pass all'inizio di una stagione per sbloccare immediatamente la fazione ricompensa e anche ricompense aggiuntive man mano che i giocatori avanzano attraverso i livelli. Una valuta di gioco chiamata "Warpstone", che si guadagna giocando o può essere acquistata tramite microtransazioni, può essere utilizzata per acquistare cosmetici come caschi, skin o spallacci. Gli oggetti cosmetici sono suddivisi in diversi livelli di rarità: comune, raro, epico e leggendario; questi ultimi sono oggetti monouso.
Il gioco è a turni di 2 minuti. I giocatori hanno a disposizione anche sette minuti e mezzo da utilizzare se hanno bisogno di tempo extra in un turno.
La campagna per giocatore singolo si chiama Clash of Sponsors e vede i giocatori scegliere una squadra da una delle 12 fazioni. SI può scegliere uno sponsor, ognuno con vantaggi e bonus diversi. Scopo finale è sconfiggere le squadre avversarie che posseggono a volte un giocatore super star.

## Sviluppo
Nel 2016, Games Workshop ha iniziato a vendere miniature per il gioco da tavolo Blood Bowl dopo una pausa di 22 anni. Il 27 novembre 2020, l'azienda ha pubblicato un nuovo set di regole chiamato Blood Bowl Second Season Edition che ha visto l'introduzione di nuovi roster e regole nel gioco. Ciò ha reso Blood Bowl 2 obsoleto e difficile da aggiornare con le nuove regole e quindi è stato necessario creare un nuovo gioco da zero passando a Unreal Engine per una grafica migliore. Blood Bowl 3 era già entrato in sviluppo nel 2018 secondo le vecchie regole e quindi necessitava di essere modificato per conformarsi a quelle nuove. Saul Jephcott e David Gasman hanno ripreso i loro ruoli del gioco precedente come commentatori della partita Jim e Bob.
Blood Bowl 3 è stato annunciato nell'agosto 2020 a Gamescom 2020 con la pubblicazione prevista a inizio 2021, ma il gioco ha subito diversi rinvii.
Tra il 3 e il 13 giugno 2021 è stata distribuita una versione closed beta per la quale era richiesta la registrazione.
Nel novembre 2021, Nacon ha annunciato che la data di rilascio di febbraio 2022 sarebbe stata ulteriormente posticipata a causa dei ritardi causati dalla pandemia COVID-19 e che il gioco sarebbe stato pubblicato nel 2022.
Nel novembre 2022, Nacon ha annunciato che il gioco sarebbe uscito il 23 febbraio 2023 su tutte le piattaforme, tranne Nintendo Switch. Il ritardo della pubblicazione della versione per Nintendo Switch era dovuto allo schermo piccolo della console, che richiedeva un adattamento specifico dell'interfaccia utente.
Un trailer di gioco è stato mostrato ai Game Awards 2022. All'inizio di febbraio 2023 è stato pubblicato un trailer per evidenziare le differenze con i giochi precedenti e le nuove funzionalità.
I turni da 2 minuti, con tempi dimezzati rispetto ai turni da 4 minuti di Blood Bowl 2, e la banca del tempo da 7 minuti e mezzo sono stati introdotti nel tentativo di velocizzare il gioco e di ridurre la durata delle partite, che potevano durare da 1,5 a 2 ore nel gioco precedente, cosa che poteva far desistere potenziali giocatori.

## Accoglienza
Blood Bowl 3 ha ricevuto "recensioni contrastanti o nella media" secondo l'aggregatore di recensioni Metacritic, sulla base di 22 recensioni per Windows. Robin Valentine, scrivendo per PC Gamer, ha criticato le microtransazioni all'interno del gioco e i numerosi bug presenti durante il periodo di revisione appena prima della pubblicazione. L'interfaccia utente è stata descritta come «disordinata» e «imbarazzante» e ha trovato difficile distinguere i giocatori. Ha continuato prevedendo che il gioco avrebbe avuto un «lancio disastroso» perché «fondamentalmente incompiuto». Timothy Linward di Wargamer ha elogiato il gioco principale e anche la grafica come un miglioramento rispetto al suo predecessore, ma ha trovato difficile seguire ciò che stava accadendo nel gioco o capire quali fossero i giocatori di alcune squadre. Ha avuto anche problemi con bug e l'intelligenza artificiale del gioco in modalità giocatore singolo. Wargamer ha anche criticato l'accesso anticipato a causa di bug, arresti anomali e problemi del server al momento della pubblicazione; a questo proposito, Cyanide che ha confermato di essere al lavoro per sistemare i problemi, dando la colpa al grande volume di giocatori che sovraccaricano i server. Wargamer in seguito ha ammesso che il gioco recensito non era rappresentativo della versione finale. TheGamer ha elogiato la varietà di aggiornamenti estetici, le opzioni di gestione dei tornei e il gioco principale, ma aveva dubbi sulle microtransazioni e sulla direzione del servizio live del gioco.
Jake Tucker su NME ha detto che il gioco era «infestato da bug e con contenuti scarsi» e che non avrebbe dovuto essere lanciato in condizioni così pessime.
Andrei Dumitrescu di Softpedia ha dato al gioco una recensione positiva lodando la personalizzazione e le opzioni del torneo, ma sottolineando anche i problemi tecnici che il gioco ha dovuto affrontare al momento del lancio. Leana Hafer di IGN non è riuscita a trovare alcun motivo per consigliare il gioco rispetto al suo predecessore, descrivendolo come «un rimaneggiamento sciatto, fangoso e pieno di bug di un gioco migliore».